# 籠の中のアリシス
『籠の中のアリシス』（かごのなかのアリシス）は、2011年4月22日にicingCandy（アイシングキャンディ）より発売された女性向け恋愛AVG。乙女ゲームにも該当する。および、それを原作にしたオリジナルストーリーのライトノベル。

## ストーリー
普通の女の子・皇瑠奈は、気が付くとルーチェという異世界に来ていた。
連れてこられたセフィラーという城で、9人の護衛たち・ロアクリストが彼女を待ち受け、瑠奈の手にしていた宝石の欠片はアリシスの証のであり、ルーチェの世界の中心であるアリシスになってほしいと頼み込まれた。
だが、その欠片は本来の形ではないことが判明し、人違いではないかと思われたが、この世界のタブーとされているノワール（負の感情）が瑠奈の中にあり、それが欠片に影響を与えている可能性があるという結論が出た。
かくして、瑠奈はアリシスになるための教育を受ける。

## 登場人物
皇瑠奈（すめらぎ るな、名前変更可）
声 - なし
主人公である明るい少女。
ハーヴェイ
声 - 前野智昭
ロアクリストのNo.1であるロアエーアスト。人当たりがよいながらもがさつで不真面目そうだが、真面目な人物で、仕事には厳しい。
フランシス
声 - 櫻井孝宏
ロアクリストのNo.5であるロアフェンフト。
カイト
声 - 諏訪部順一
ロアクリストのNo.2であるロアツヴァイト。失言が多く刹那主義だが、困っている人を見ると放っておけないタイプ。
ウィリアム
声 - 浪川大輔
ロアクリストのNo.10であるロアツェーント。かつて王子だっただけあって、誰に対しても親切に接してくれる。
ダレン
声 - 遊佐浩二
ロアクリストのNo.8であるロアアハトで、ハーヴェイとは知り合い。女性には優しいが、その分よく口説くため、瑠奈から危険視されている。
マクシミリアン
声 - 緑川光
オッドアイが特徴の謎めいた青年。アリシスの制度を憎み、それを破壊しようと企んでいる。ケルベロスとオルトロスという二匹の豹を従えている。二匹はマクシミリアンと瑠奈にしかなつかない。
アラステア
声 - 近藤孝行
ロアクリストのNo.3、ロアドリット。 ウィリアムの従者で、 ウィリアムを殿下と呼ぶ。
ヴィヴィ
声 - 甲斐田ゆき
ロアクリストのNo.4、ロアフィーアト。フランシスの姉で、彼をサポートしている。
エフィー
声 - 間島淳司
ロアクリストのNo.7であるロアズィーベントで、ジェラルドの息子で、カイトのサポートを務めている。
悪戯好きだが、金銭面では堅実。
ジェラルド
声 - 高塚正也
ロアクリストのNo.9ロアノイント。ハーヴェイとダレンのサポートも務めている。エフィーに甘い。
エム・エル
声 - 水橋かおり
ルーチェの双子の番人で、創造主の伝言役・ツインヴァッハ。番人としては厳しく仕事をこなす。
髪の短い方が兄のエムで、長い方が妹のエル。

## 用語

### 舞台
ルーチェ
いわゆる昼の世界で、グラミュートの樹と一心同体である。
ノワール
いわゆる夜の世界。
グラミュートの樹
ルーチェと同一の存在である樹。瑠奈は夢でこの樹を見、マクシミリアンはこの樹を枯らそうと画策している。

## スタッフ
- ディレクション：めぐみ愛
- 原画・キャラクターデザイン：睦月ムンク
- SDキャラクター：ヤマびっこ
- シナリオ：鷹村コージ
- サブシナリオ：風間ぼなんざ

## 主題歌
オープニングテーマ「ヒカリのありか」
歌：前野智昭（ハーヴェイ）
エンディングテーマ「小夜曲」
歌：緑川光（マクシミリアン）

## 関連CD
- 『籠の中のアリシス〜JewelMusic〜』（icingCandy、2011年6月24日発売） WILL-272CD
  - オープニングテーマ、エンディングテーマとゲーム本編で使用のBGMを全20曲収録したCD。

## ライトノベル版
- 『籠の中のアリシス 〜太陽と月のロンド〜』（2011年6月18日発売） ISBN 978-4-7580-4229-1
  - 著：鷹村コージ
  - イラスト：睦月ムンク
  - 原作：icingcandy
  - 出版社：一迅社（一迅社文庫アイリス）